# Kinzig (Main)
Die Kinzig ist ein etwa 86 Kilometer langer Fluss. Sie entspringt in Sterbfritz, durchfließt den hessischen Main-Kinzig-Kreis in südwestlicher Richtung und mündet in Hanau von rechts in den Main.
Die Kinzig ist ein Mittelgebirgsfluss zweiter Ordnung. Sie überwindet 301 Höhenmeter und hat ein Sohlgefälle von 3,5 Promille. Das Einzugsgebiet der Kinzig ist 1058 Quadratkilometer groß und der errechnete mittlere Abfluss (MQ) an der Kinzigmündung beträgt 10,97 Kubikmeter pro Sekunde.

## Name
Urkundlich erstmals erwähnt wurde die Kinzig 796 als „iuxta fluvium Kincihen“. Im Jahr 815 schrieb man „Chinzicha“, um 900 „Kincicha“/„Kinzicham“, 1364 „Kinzige“, 1584 „Kintzig“, 1607 „Bintz“, 1681 „Kintz“, 1716 „Kins“, 1769 „Kinzing“ und 1802 „Kinzig“.
Im Quellgebiet des Flusses gab es das heute nicht mehr bestehende Dorf Kinzig, das 815 als „Chirizichheimero“ erwähnt wird. Das Dorf und der Fluss wurden von den Klosterschreibern zu dieser Zeit oft mit „Chizzicha“ (heute Bad Kissingen) verwechselt, die alle als im Saalegau gelegen bezeichnet wurden.
Vermutlich leitet sich der Name vom urkeltischen *ku̯anti̯o- für „Flacher Hügel, Tal“ ab. Die Benennung erfolgte demzufolge nach der Berglandschaft, aus der die Kinzig austritt.

## Geografie

### Kinzigquelle

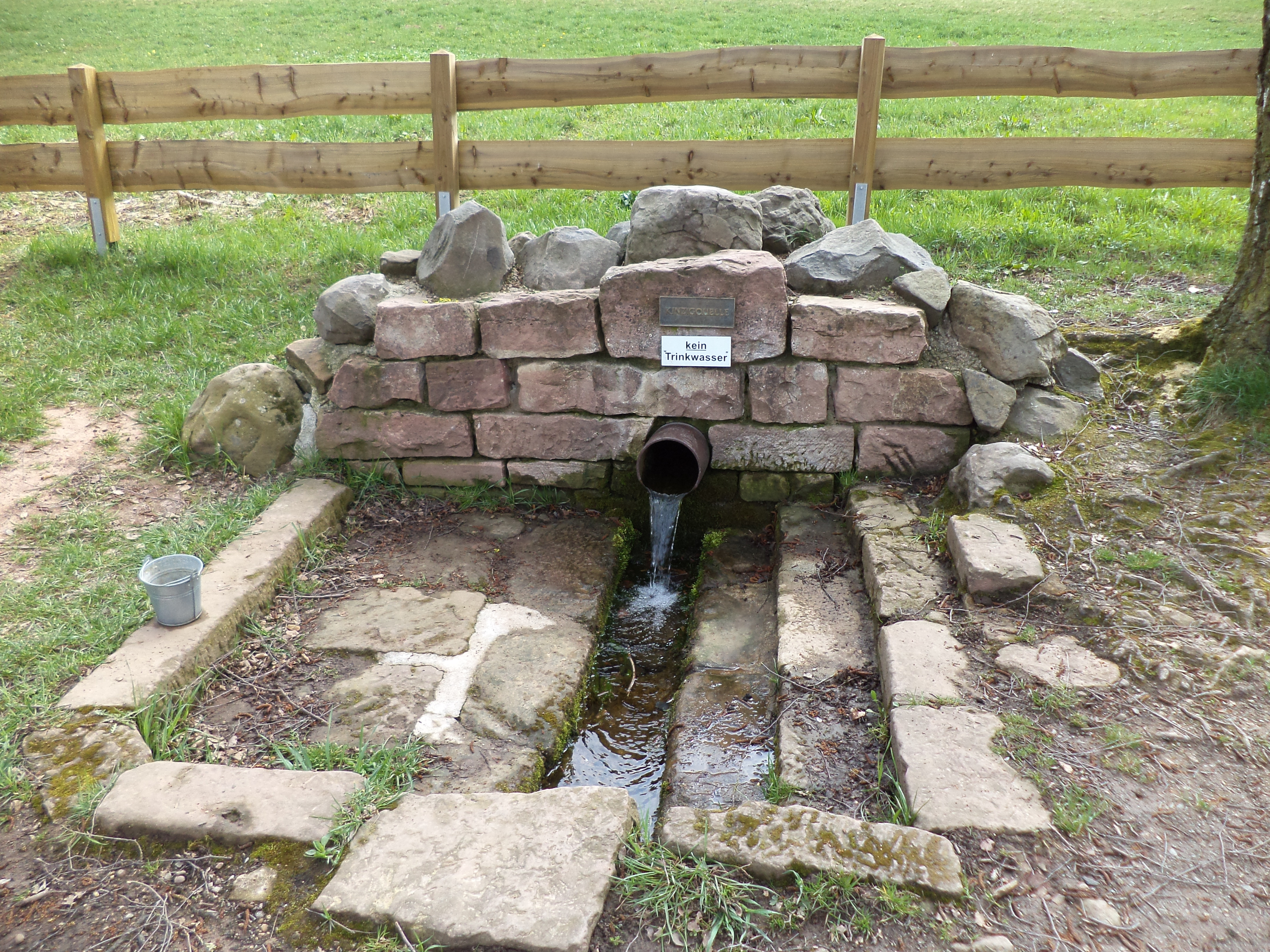
Die Kinzigquelle in Sterbfritz

Die Kinzigquelle liegt am Fuße des Berges Steinfirst (512 m) auf etwa 400 m ü. NHN in der Nähe eines Aussiedlerhofes südlich von Sterbfritz, einem Ortsteil von Sinntal. Es ist die kleine, in Sandstein gefasste Quelle des so genannten Kinzigbrunnens (früher Kindsbrunnen), die mit einem Abflussrohr versehen ist.
Der dort entspringende Quellbach fließt wenige Meter nach Nordwesten und vereinigt sich mit einem längeren Quellast, dessen nordöstliche Fließrichtung er annimmt.

### Verlauf

#### Oberlauf

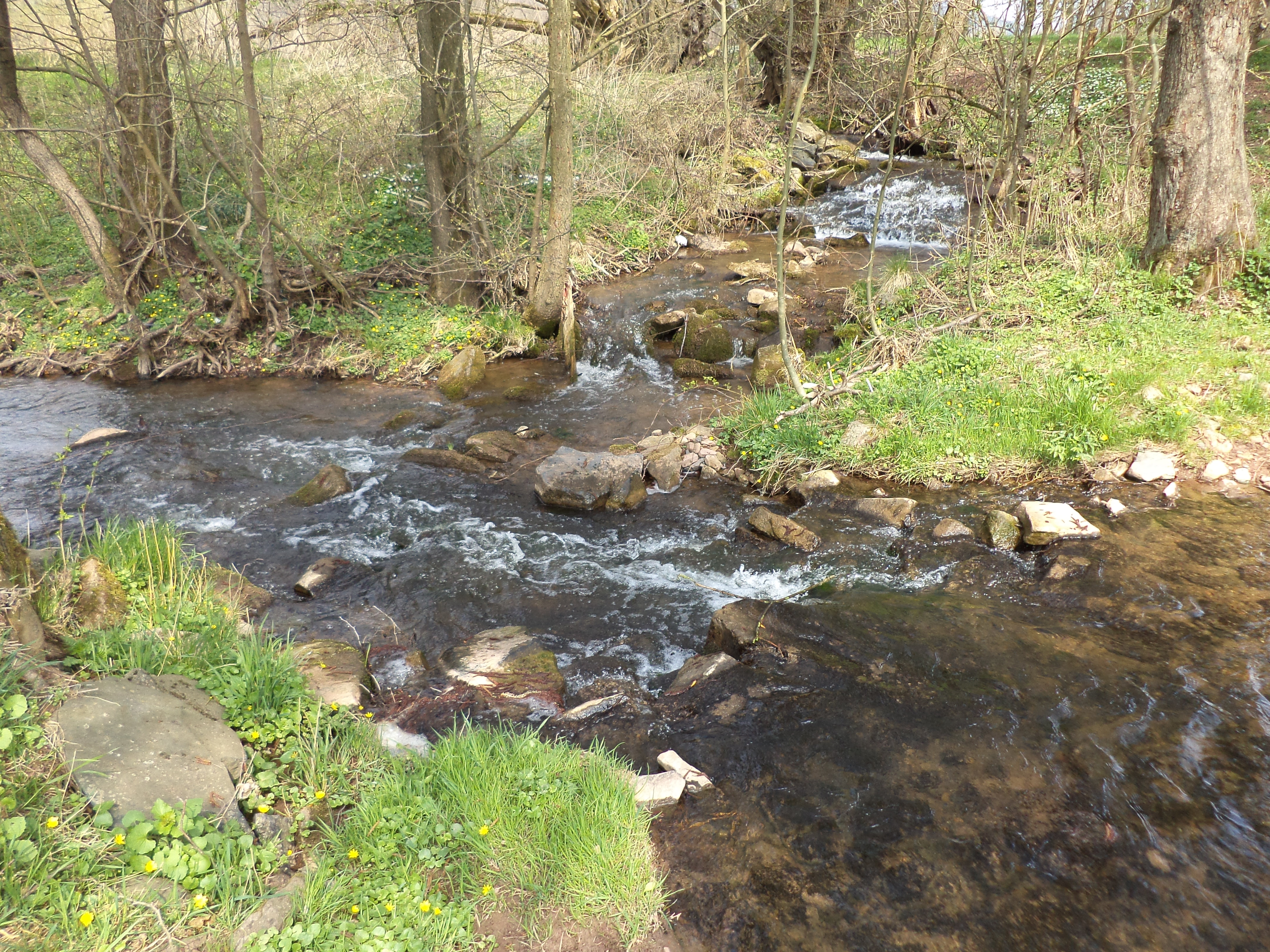
Die Kinzig im Oberlauf bei Vollmerz, an der Mündung des Ramholzer Wassers

Von der Quelle läuft die junge Kinzig zunächst nordöstlich und erreicht das Siedlungsgebiet von Sterbfritz. Der Bach knickt am Sterbfritztunnel der Fulda-Main-Bahn nach Nordwesten ab und fließt teils verrohr durch den Ort. Hinter der Kläranlage mündet der etwas längere und oft wasserreichere Wolperbach von links in die Kinzig. Sie verläuft nun am Ortsteil Sannerz vorbei, unterquert die L3180 und fließt auf das Stadtgebiet von Schlüchtern. Dabei bildet sie bis zu dessen Kernstadt die Grenze zwischen dem Naturpark Hessische Rhön und dem Naturpark Hessischer Spessart.
Hinter dem Stadtteil Vollmerz fließt der Kinzig das Ramholzer Wasser, das auch Ramholzer Kinzig genannt wird und der Grennelbach zu. Danach durchläuft sie die nördlichen Bereiche des Landschaftsschutzgebietes Auenverbund Kinzig, wird erneut von der L3180 gequert und teilt sich im Stadtteil Herolz für etwa 900 m auf. Der rechte Arm, der durch das Dorf fließende Mühlbach, wurde zum Betreiben der Dorfmühle und der Riedmühle angelegt. Der linke Teil wird vom Ahlersbach verstärkt. Am Eselsweg, in der Nähe des Klosters in der Kernstadt von Schlüchtern, mündet der vom Landrücken herabfließende Elmbach in die Kinzig.

#### Mittellauf

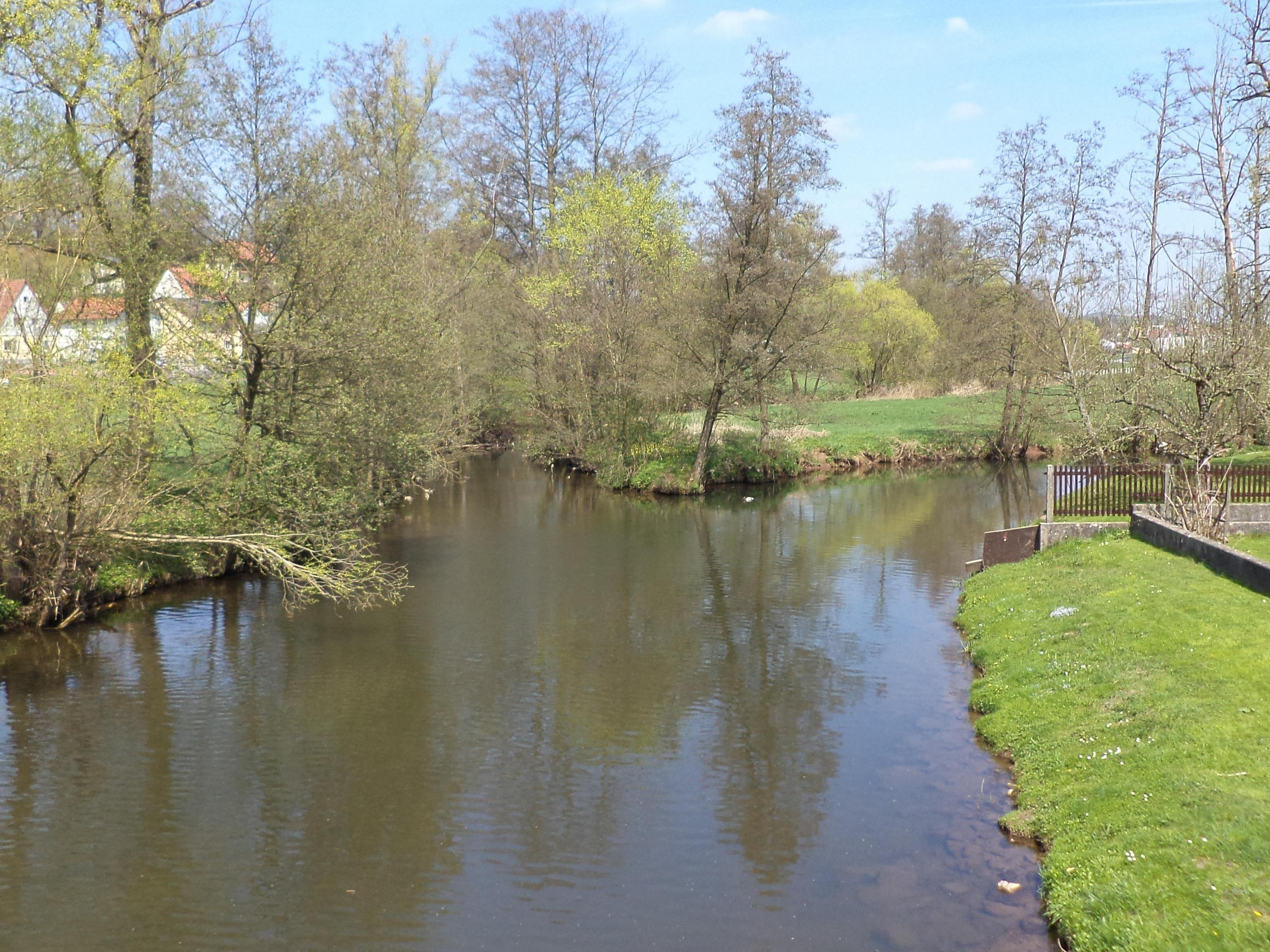
Die Kinzig im Mittellauf in Steinau

In Schlüchtern ändert die Kinzig ihre Fließrichtung nach Südwesten und behält diese bis zu ihrer Mündung bei. Von dort an trennt der Fluss den Vogelsberg im Norden vom Spessart im Süden und wird vom Radfernweg R3, von der A 66 und der Strecke der Kinzigtalbahn begleitet. Beim Stadtteil Niederzell unterquert die Kinzig die L3329 und wird von Auerbach und Ahlersbach verstärkt. Danach erreicht sie das Gebiet der Kleinstadt Steinau an der Straße, wo sich der Fluss für ungefähr 850 m erneut teilt, um nahe der Altstadt mehrere frühere Mühlen zu speisen. Nachdem sich beide Arme vereint haben, passiert die Kinzig den historischen Stadtkern und nimmt den im Vogelsberg entspringenden Steinebach von rechts auf.
Kurz darauf durchläuft sie den Kinzig-Stausee, in welchen auch der Ulmbach mündet. Auf dem Stadtgebiet von Bad Soden-Salmünster fließt sie am Rande der Feuchtwiesen bei Ahl. Dort wo die A 66 das Kinzigtal überspannt (Kinzigtalbrücke), teilt sich der Fluss ein weiteres Mal für knapp 3 km. Der Mühlgraben genannte rechte Lauf fließt durch Bad Soden, an einer Klinik vorbei, wo er früher die Schloßmühle betrieb. Er vereinigt sich danach wieder mit dem am Dorf Ahl vorbei laufenden linken Arm. Einer ihrer größten Zuflüsse, die Salz, fließt aus dem Huttengrund kommend bei Salmünster in die Kinzig. Sie nimmt etwa 130 m anschließend den Klingbach auf. Bei Wächtersbach verlief die Kinzig einst auf bayerischem Boden. Von 1814 bis in das Jahr 1868 reichte das Königreich Bayern (Bezirksamt Gemünden am Main) bis Neudorf.
Bei Aufenau passiert die Kinzig das Naturschutzgebiet Feuchtwiesen bei Aufenau. Hinter Kinzighausen trifft die im Vogelsberg entspringende und von Norden heranziehende Bracht auf den Fluss. Sie ist der längste und wasserreichste Kinzigzufluss. Nachfolgend unterquert die Kinzig die Bundesstraße 276, nimmt die durch Bad Orb fließende Orb auf und gelangt nach Biebergemünd. Im Ortsteil Wirtheim befindet sich die Biebermündung, die der Gemeinde ihren Namen gab. Die Kinzig fließt nun auf das Stadtgebiet von Gelnhausen. An den Stadtteilen Haitz und Höchst vorbei, durchläuft sie die Kinzigaue bei Gelnhausen. In der Stadtmitte steht die Kaiserpfalz auf einer Flussinsel. Am linken Ufer reicht der Ortsteil Altenhaßlau der Gemeinde Linsengericht bis an den Fluss, der dort von Süden her von Haßelbach und Schandelbach verstärkt wird. Kurz darauf wechseln die Gleise der Lahn-Kinzig-Bahn die Flussseite. Hinter dem Flugplatz Gelnhausen überquert die A 66 das Gewässer ein weiteres Mal. Auf der linken Talseite liegen die Stadtteile Hailer und Meerholz. Die Kinzig berührt nun die Gemarkungen von Lieblos und Rothenbergen der Gemeinde Gründau. Dort mündet ihr der aus dem Spessart kommende Birkigsbach zu.

#### Unterlauf
Im Unterlauf durchfließt die Kinzig einige Waldstücke und kann auch von Kanuten befahren werden. In der Kinzigaue, zwischen dem Segelfluggelände und Langenselbold, mündet in der Nähe des Bahnhofes der Hasselbach. Südlich wird das Tal vom Buchberg begrenzt. Danach fließt sie an Ruhlsee und Kinzigsee vorbei, nimmt den Zufluss Gründau auf und trifft auf das Gebiet der Gemeinde Rodenbach. Südlich des Langenselbolder Dreiecks verläuft ihr Flussbett direkt neben A 45 und A 66, unterquert diese bei Niederrodenbach und fließt durch das Naturschutzgebiet Weideswiesen-Oberwald bei Erlensee.
Die Kinzig zieht nun auf die Gemarkung Rückingen der Stadt Erlensee. Vorbei an der dort stehenden Wasserburg erreicht der Fluss kurz vor Hanau die so genannte Bulau. Dieses Waldgebiet wurde früher von der US Army als Übungsgebiet verwendet und ist daher noch sehr naturbelassen. Bei Hochwasser läuft die Waldaue durch viele Gräben schnell mit Wasser voll, so dass im Frühling weitläufige Bärlauch-Wiesen zu finden sind.
Die Kinzig passiert den Erlensee und das Hanauer Kreuz, nimmt die ebenfalls durch die Bulau fließende Lache auf und verlässt nordwestlich von Hanau-Wolfgang den Wald. Sie unterquert die B 8 sowie die Bahnstrecke Friedberg–Hanau und fließt vorbei an Hanau-Lamboy in die Innenstadt von Hanau. Über ein Streichwehr wird ein Teil ihres Wassers abgezweigt und durch den Schlossgarten geführt. An dieser Stelle wurde im Mittelalter auch das Wasser in die heute nicht mehr vorhandenen Gräben der Stadtbefestigung geleitet. Am Wehr befanden sich auch mehrere Mühlen, wie die Sandelmühle oder die Herrenmühle.
Der aus der Teilung hervorgehende rechte Arm des Flusses unterquert die Wilhelmsbrücke und zieht eine Schleife, den so genannten Kinzigbogen oder auch „Krumme Kinzig“ bezeichnet, um den historischen Stadtkern. Dort mündet der Fallbach in die Kinzig. Danach führt die B 45 und die Trasse der Bahnstrecke Frankfurt–Aschaffenburg über das Gewässer. Etwa 250 m vor der Kinzigmündung fließt der Salisbach als ihr letzter Zufluss in die Kinzig. Nach insgesamt 86 km mündet sie bei Hanau-Kesselstadt an der Hellerbrücke, auf etwa 100 m ü. NHN, in den Main. Dort gibt es eine Aussichtsplattform aus zwei ineinandergeschobenen, durch eine Stahlmauer verbundenen Terrassendecks, von wo aus man wie von einem Balkon zum Schloss Philippsruhe oder zum Mainhafen blicken kann. Direkt in der Kinzigmündung befindet sich ein Bootsverleih.

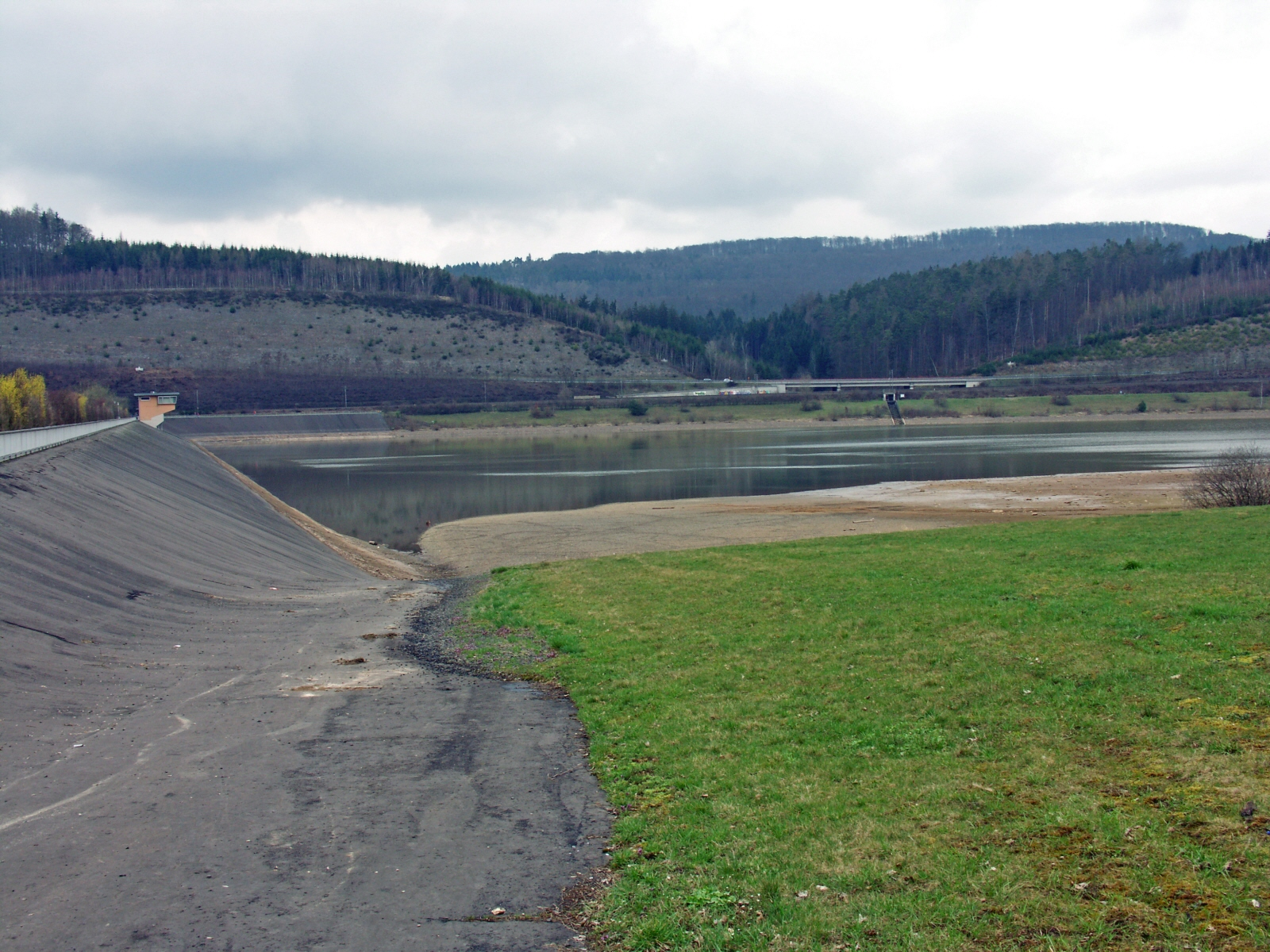
Kinzigtalsperre
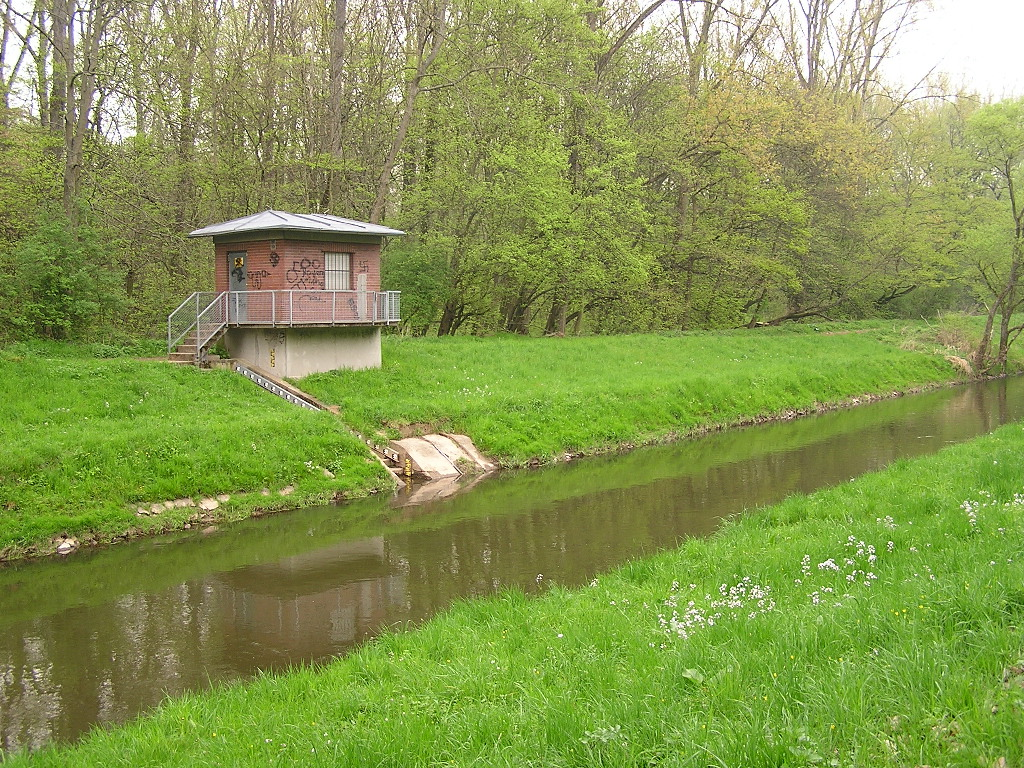
Der Pegel an der Kinzig
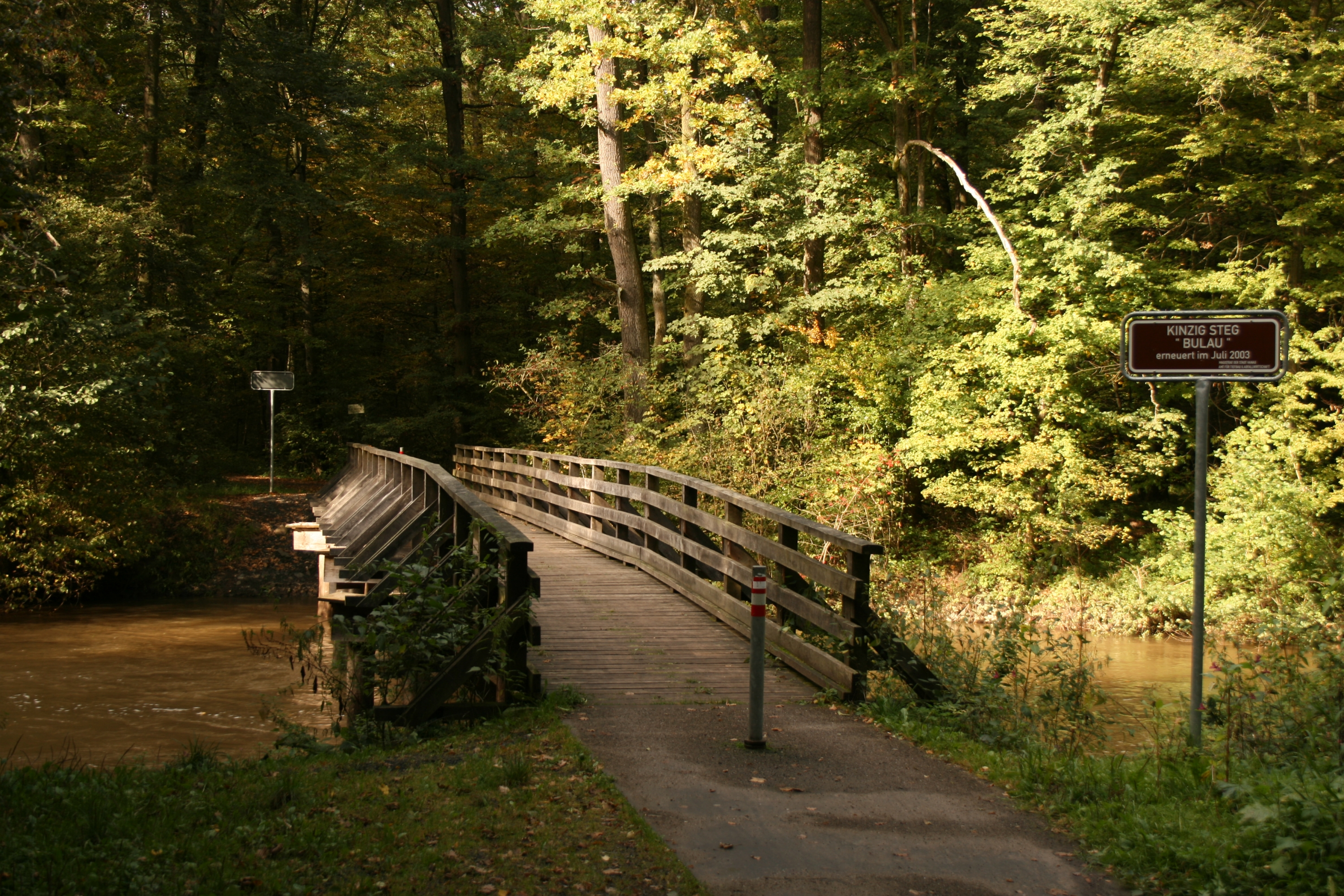
„Kinzigsteg“, eine Holzbrücke über die Kinzig in der Bulau bei Hanau
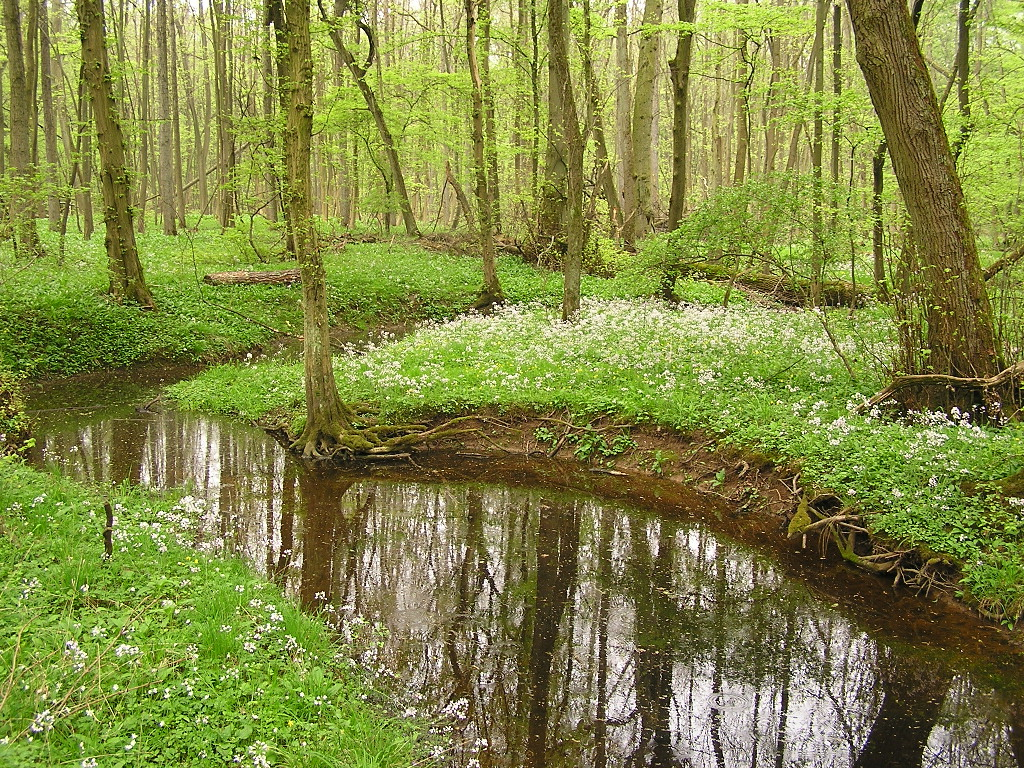
Einer der Gräben mit Wiesenschaumkraut - Population

### Einzugsgebiet

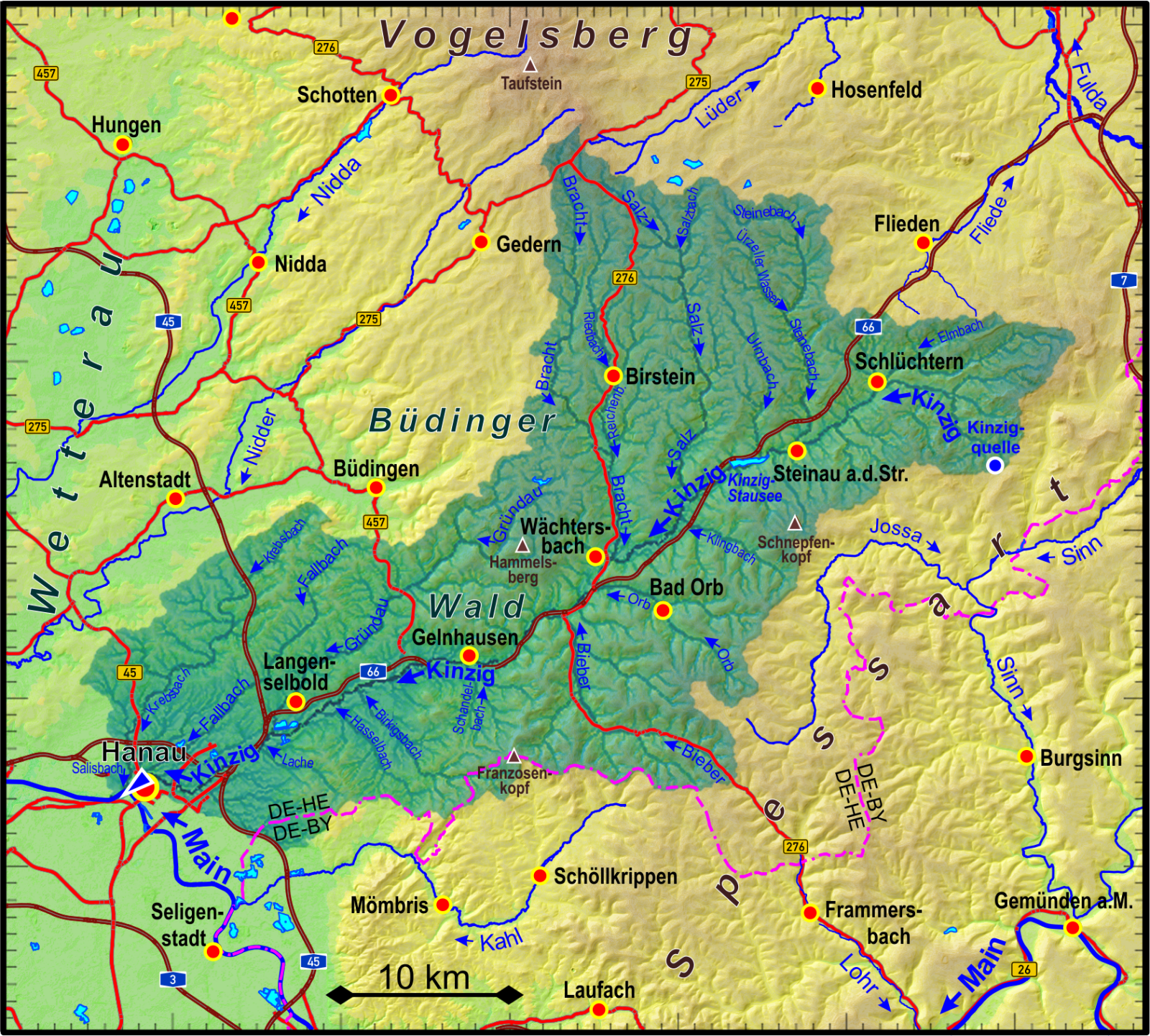
Einzugsgebiet der Kinzig

Das 1058 km² große Einzugsgebiet der Kinzig entwässert über Main und Rhein den nordwestlichen Gebirgsteil des bewaldeten Spessarts, den südlichen Vogelsberg und Teile des Hessischen Landrückens, des Büdinger Waldes sowie des Ronneburger Hügellandes zur Nordsee. Die im Einzugsgebiet der Kinzig liegenden Gebiete von Spessart und Vogelsberg sind sehr wasserreich. Deshalb wurden dort im Jahr 1874 mehrere ergiebige Quellen für die Trinkwasserversorgung von Frankfurt am Main gefasst.
Der nördlichste Punkt des Einzugsgebiets ist der Gipfel der Herchenhainer Höhe, die mit 733 m ü. NHN auch die höchste Erhebung des Gebietes ist. Im Osten reicht es bis zu den Sparhöfen am Landrücken und im Süden bis in die Nähe von Neuwirtshaus in der Bulau. Der westlichste Punkt im Einzugsgebiet liegt am Galgenberg zwischen Mittelbuchen und Kilianstädten. Das Einzugsgebiet grenzt
- im Südosten und Osten an das Einzugsgebiet der Sinn,
- im Nordosten an das der Fulda,
- im Nordwesten an das der Nidda,
- und im Süden an das von Kahl und Lohr.

### Zuflüsse
Die größten Nebenflüsse der Kinzig, nach Länge und Wasserführung sind:
| Die längsten Nebenflüsse der Kinzig                       | Die längsten Nebenflüsse der Kinzig | Die längsten Nebenflüsse der Kinzig | Die längsten Nebenflüsse der Kinzig | Die längsten Nebenflüsse der Kinzig |
| --------------------------------------------------------- | ----------------------------------- | ----------------------------------- | ----------------------------------- | ----------------------------------- |
|                                                           |                                     |                                     |                                     |                                     |
| Bracht                                                    | Bracht                              |                                     | 31,5 km                             | 31,5 km                             |
| Gründau                                                   | Gründau                             |                                     | 30,2 km                             | 30,2 km                             |
| Salz                                                      | Salz                                |                                     | 29,7 km                             | 29,7 km                             |
| Fallbach                                                  | Fallbach                            |                                     | 24,2 km                             | 24,2 km                             |
| Steinebach                                                | Steinebach                          |                                     | 23,2 km                             | 23,2 km                             |
| Bieber                                                    | Bieber                              |                                     | 16,8 km                             | 16,8 km                             |
| Ulmbach                                                   | Ulmbach                             |                                     | 13,3 km                             | 13,3 km                             |
| Birkigsbach                                               | Birkigsbach                         |                                     | 12,8 km                             | 12,8 km                             |
| Lache                                                     | Lache                               |                                     | 12,4 km                             | 12,4 km                             |
| Orb                                                       | Orb                                 |                                     | 11,0 km                             | 11,0 km                             |
| – dunkelblau: linke Zuflüsse, hellblau: rechte Zuflüsse – |                                     |                                     |                                     |                                     |

| Die längsten Nebenflüsse der Kinzig                       | Die längsten Nebenflüsse der Kinzig | Die längsten Nebenflüsse der Kinzig | Die längsten Nebenflüsse der Kinzig | Die längsten Nebenflüsse der Kinzig |
| --------------------------------------------------------- | ----------------------------------- | ----------------------------------- | ----------------------------------- | ----------------------------------- |
|                                                           |                                     |                                     |                                     |                                     |
| Bracht                                                    | Bracht                              |                                     | 31,5 km                             | 31,5 km                             |
| Gründau                                                   | Gründau                             |                                     | 30,2 km                             | 30,2 km                             |
| Salz                                                      | Salz                                |                                     | 29,7 km                             | 29,7 km                             |
| Fallbach                                                  | Fallbach                            |                                     | 24,2 km                             | 24,2 km                             |
| Steinebach                                                | Steinebach                          |                                     | 23,2 km                             | 23,2 km                             |
| Bieber                                                    | Bieber                              |                                     | 16,8 km                             | 16,8 km                             |
| Ulmbach                                                   | Ulmbach                             |                                     | 13,3 km                             | 13,3 km                             |
| Birkigsbach                                               | Birkigsbach                         |                                     | 12,8 km                             | 12,8 km                             |
| Lache                                                     | Lache                               |                                     | 12,4 km                             | 12,4 km                             |
| Orb                                                       | Orb                                 |                                     | 11,0 km                             | 11,0 km                             |
| – dunkelblau: linke Zuflüsse, hellblau: rechte Zuflüsse – |                                     |                                     |                                     |                                     |

| Die wasserreichsten Nebenflüsse der Kinzig (MQ)           | Die wasserreichsten Nebenflüsse der Kinzig (MQ) | Die wasserreichsten Nebenflüsse der Kinzig (MQ) | Die wasserreichsten Nebenflüsse der Kinzig (MQ) | Die wasserreichsten Nebenflüsse der Kinzig (MQ) |
| --------------------------------------------------------- | ----------------------------------------------- | ----------------------------------------------- | ----------------------------------------------- | ----------------------------------------------- |
|                                                           |                                                 |                                                 |                                                 |                                                 |
| Bracht                                                    | Bracht                                          |                                                 | 1530 l/s                                        | 1530 l/s                                        |
| Salz                                                      | Salz                                            |                                                 | 1190 l/s                                        | 1190 l/s                                        |
| Steinebach                                                | Steinebach                                      |                                                 | 841 l/s                                         | 841 l/s                                         |
| Orb                                                       | Orb                                             |                                                 | 759 l/s                                         | 759 l/s                                         |
| Bieber                                                    | Bieber                                          |                                                 | 747 l/s                                         | 747 l/s                                         |
| Gründau                                                   | Gründau                                         |                                                 | 670 l/s                                         | 670 l/s                                         |
| Fallbach                                                  | Fallbach                                        |                                                 | 559 l/s                                         | 559 l/s                                         |
| Elmbach                                                   | Elmbach                                         |                                                 | 408 l/s                                         | 408 l/s                                         |
| Birkigsbach                                               | Birkigsbach                                     |                                                 | 287 l/s                                         | 287 l/s                                         |
| Ulmbach                                                   | Ulmbach                                         |                                                 | 271 l/s                                         | 271 l/s                                         |
| – dunkelblau: linke Zuflüsse, hellblau: rechte Zuflüsse – |                                                 |                                                 |                                                 |                                                 |

| Die wasserreichsten Nebenflüsse der Kinzig (MQ)           | Die wasserreichsten Nebenflüsse der Kinzig (MQ) | Die wasserreichsten Nebenflüsse der Kinzig (MQ) | Die wasserreichsten Nebenflüsse der Kinzig (MQ) | Die wasserreichsten Nebenflüsse der Kinzig (MQ) |
| --------------------------------------------------------- | ----------------------------------------------- | ----------------------------------------------- | ----------------------------------------------- | ----------------------------------------------- |
|                                                           |                                                 |                                                 |                                                 |                                                 |
| Bracht                                                    | Bracht                                          |                                                 | 1530 l/s                                        | 1530 l/s                                        |
| Salz                                                      | Salz                                            |                                                 | 1190 l/s                                        | 1190 l/s                                        |
| Steinebach                                                | Steinebach                                      |                                                 | 841 l/s                                         | 841 l/s                                         |
| Orb                                                       | Orb                                             |                                                 | 759 l/s                                         | 759 l/s                                         |
| Bieber                                                    | Bieber                                          |                                                 | 747 l/s                                         | 747 l/s                                         |
| Gründau                                                   | Gründau                                         |                                                 | 670 l/s                                         | 670 l/s                                         |
| Fallbach                                                  | Fallbach                                        |                                                 | 559 l/s                                         | 559 l/s                                         |
| Elmbach                                                   | Elmbach                                         |                                                 | 408 l/s                                         | 408 l/s                                         |
| Birkigsbach                                               | Birkigsbach                                     |                                                 | 287 l/s                                         | 287 l/s                                         |
| Ulmbach                                                   | Ulmbach                                         |                                                 | 271 l/s                                         | 271 l/s                                         |
| – dunkelblau: linke Zuflüsse, hellblau: rechte Zuflüsse – |                                                 |                                                 |                                                 |                                                 |

flussabwärts aufgezählt:
- Elmbach (rechts)
- Steinebach (rechts)
- Ulmbach (rechts)
- Salz (rechts)
- Bracht (rechts)
- Orb (links)
- Bieber (links)
- Birkigsbach (links)
- Gründau (rechts)
- Lache (links) und
- Fallbach (rechts).

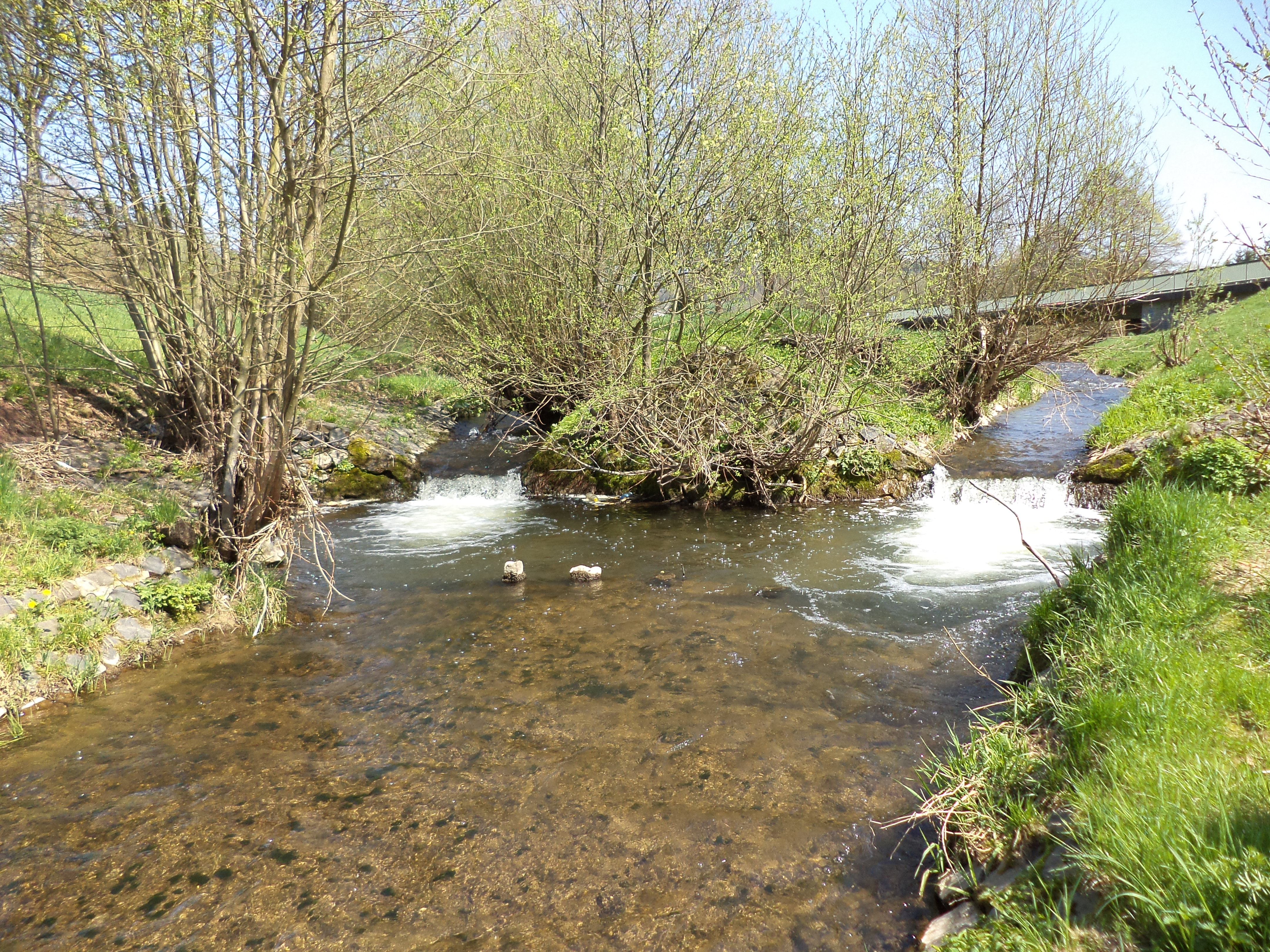
Mündung des Elmbaches in die Kinzig

Eine umfassendere Aufstellung, die auch kleine Zuflüsse enthält, findet sich in der Liste der Fließgewässer im Flusssystem Kinzig (Main).

### Orte an der Kinzig
(in Flussrichtung von der Quelle zur Mündung, nur die kursiv markierten Orte sind direkte Anrainer)
- Sinntal
  - Sterbfritz (Quelle)
  - Sannerz
- Schlüchtern
  - Vollmerz
  - Herolz
  - Schlüchtern
  - Niederzell
- Steinau an der Straße
  - Steinau
- Bad Soden-Salmünster
  - Ahl
  - Bad Soden
  - Salmünster
- Wächtersbach
  - Neudorf
  - Aufenau
  - Wächtersbach
- Biebergemünd
  - Wirtheim
- Gelnhausen
  - Haitz
  - Höchst
  - Gelnhausen
- Linsengericht
  - Altenhaßlau
- Gelnhausen
  - Roth
  - Hailer
  - Meerholz
- Gründau
  - Lieblos
  - Rothenbergen
- Langenselbold
  - Langenselbold
- Rodenbach (bei Hanau)
  - Niederrodenbach
- Erlensee
  - Rückingen
- Hanau
  - Hanau-Wolfgang
  - Hanau-Lamboy
  - Hanau-Innenstadt
  - Hanau-Nordwest

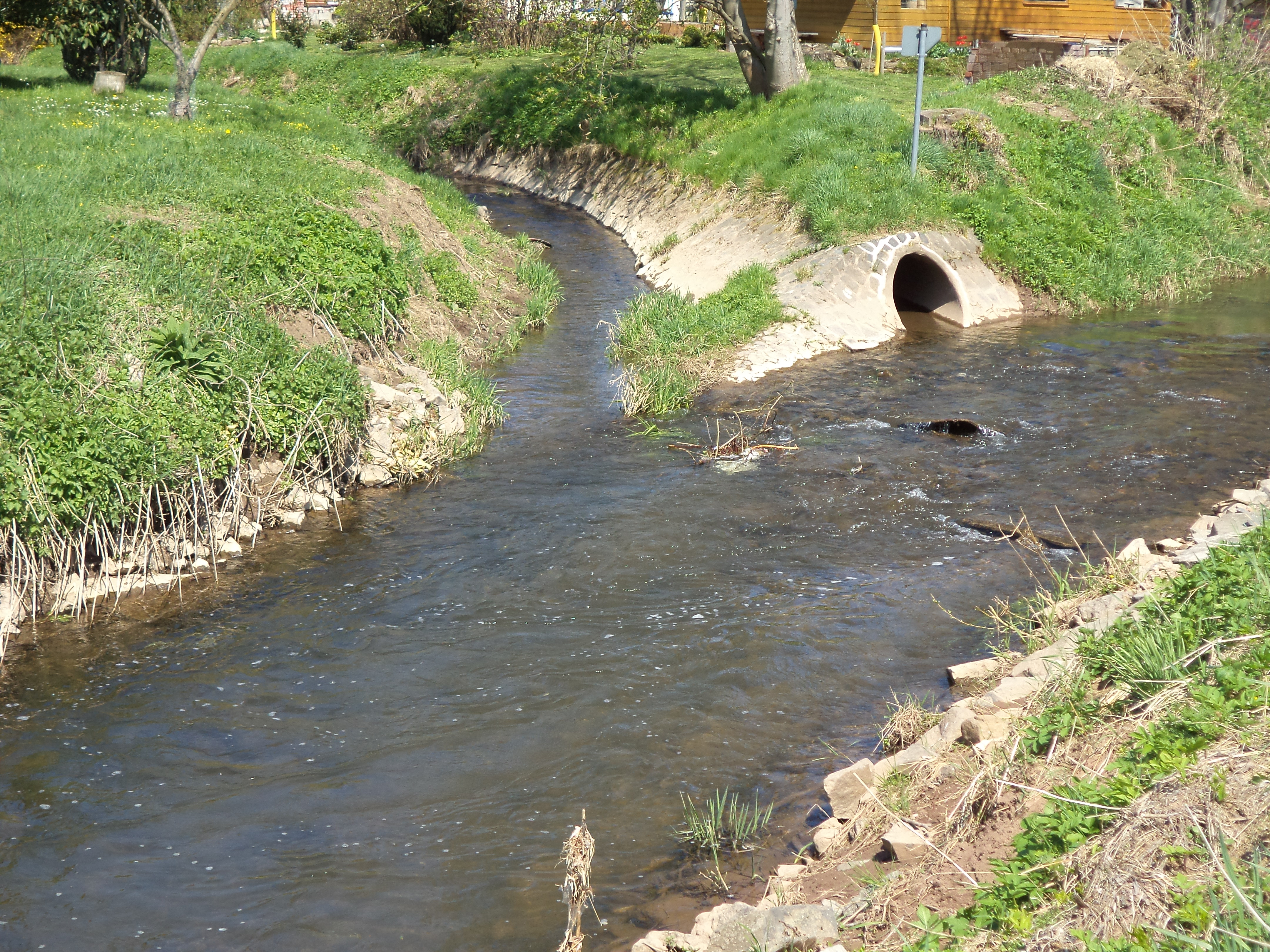
Die Kinzig in Schlüchtern

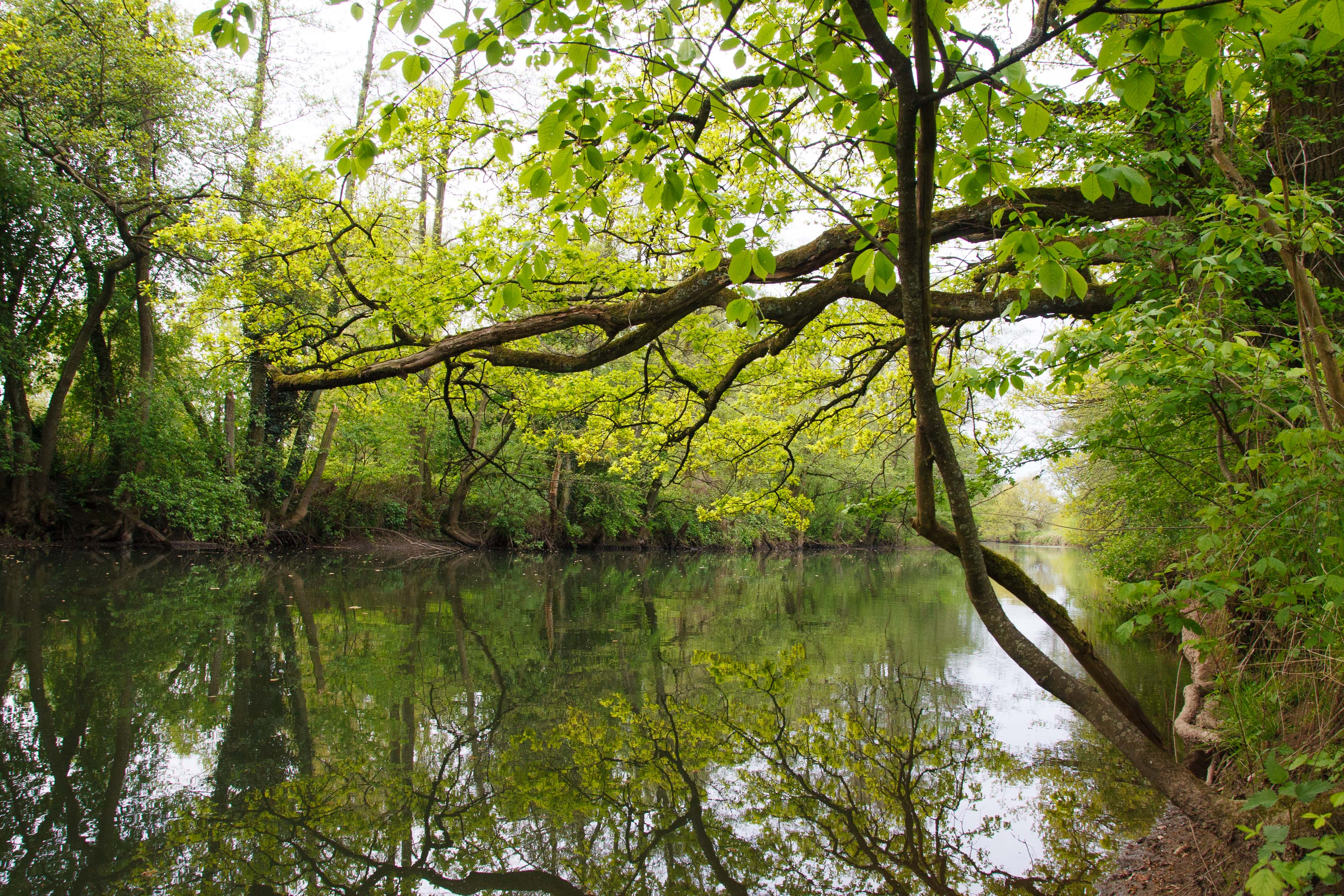
Bei Gelnhausen

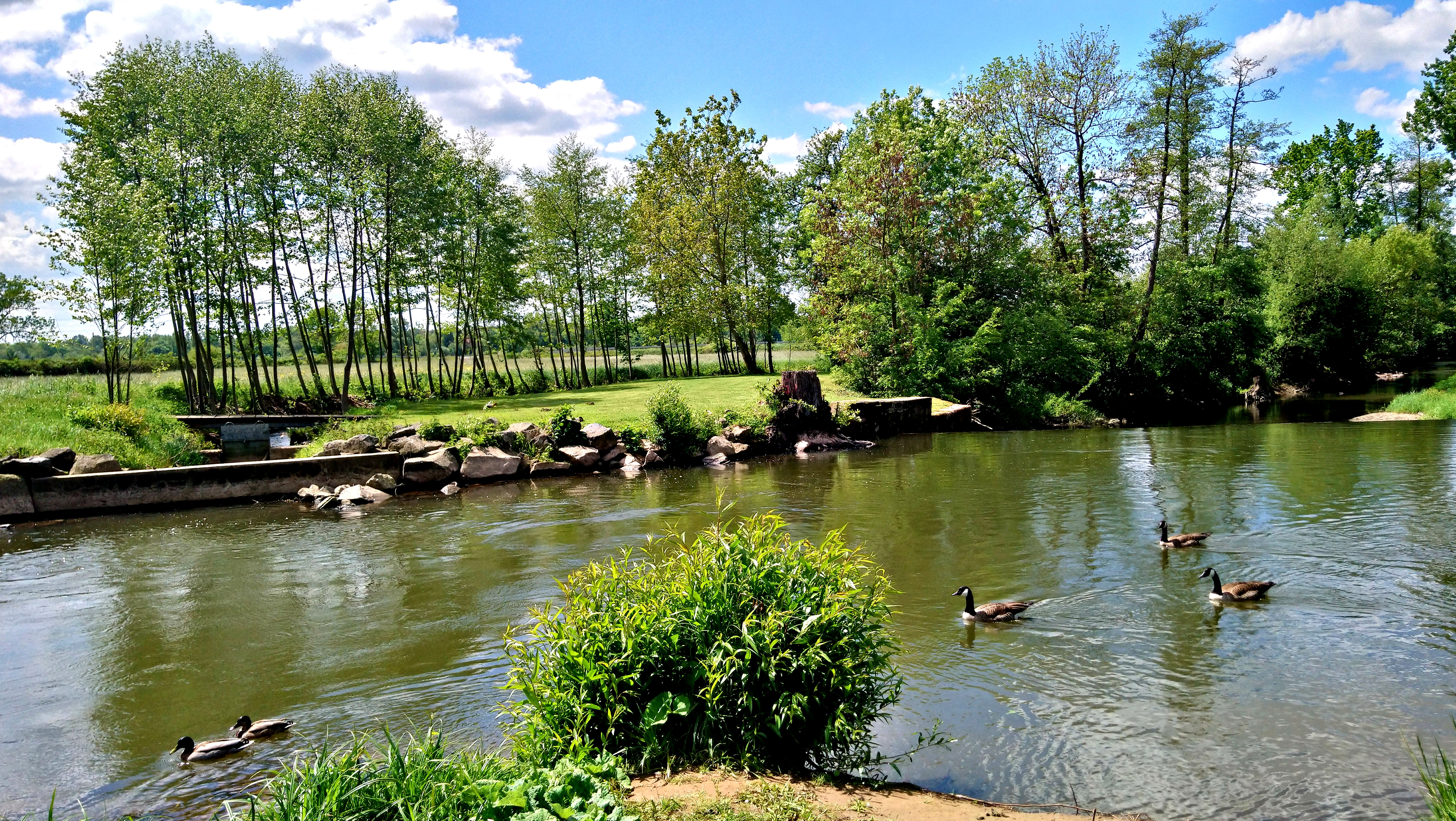
In Rückingen

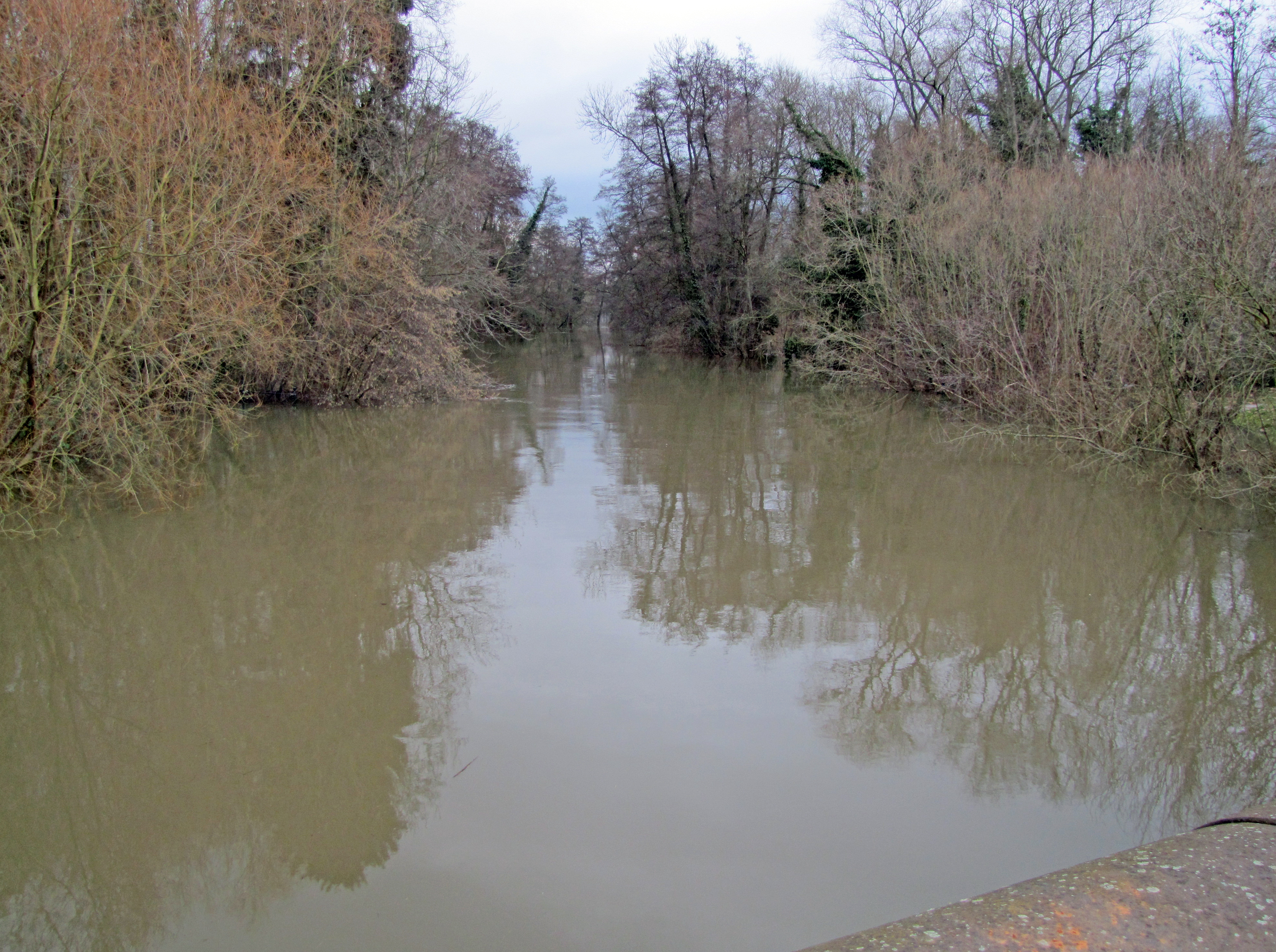
In Hanau

  - Hanau-Kesselstadt (Mündung in den Main)

## Fauna
Die Kinzig gehört nach ökologischen Gesichtspunkten zur oberen Forellenregion. In ihr kommen u. a. folgende Fischarten vor:
Aal, Barsch, Brasse, Hecht, Rotfeder, Rotauge, Karpfen, Europäischer Wels (Waller), Neunauge, Gründling, Forelle und Zander.

## Geschichte
Der Fluss war schon zur Römerzeit als Verkehrsweg von Bedeutung, wie die Anlage mehrerer Kastelle am Unterlauf belegt. Die Stelle, wo der Limes bei Erlensee-Rückingen die Kinzig kreuzt, wurde durch das Kastell Rückingen gesichert. Da die Römer schwere Lasten bevorzugt mit kleineren Schiffen oder gar Flößen durch Treideln transportierten, dürfte in Rückingen südlich des Kastells ein erheblicher Teil des Baumaterials und der Versorgungsgüter für die östliche Wetterau-Linie umgeschlagen worden sein. In direkter Nähe zur Flussmündung stand das Kastell Kesselstadt, einer der größten bekannten Kastellbauten am Limes, das aber wohl nur kurze Zeit existiert hat. Es wurde durch das Kastell Salisberg ersetzt, das in der Nähe auf einer leichten Erhebung über der Kinzig und der Mündung des Salisbachs stand.
Im Mittelalter kam der Kinzig eine Bedeutung bei der Sicherung des Landes durch Burgen zu, hierzu ist besonders die Pfalz Gelnhausen zu nennen, die von der Kinzig umflossen wurde. Wahrscheinlich ebenfalls in die Zeit Friedrich Barbarossas fallen weitere Burggründungen dieser Zeit in der Region, an der Kinzig selbst das Stadtschloss Hanau sowie die Wasserburg in Rückingen, die 1234 bzw. 1248 erstmals erwähnt werden; beide dürften jedoch schon etwas länger bestanden haben. 1405 ließ König Ruprecht von der Pfalz die Wasserburg in Rückingen zusammen mit einigen anderen Burgen der Region wegen Übergriffen auf Kaufleute zerstören.

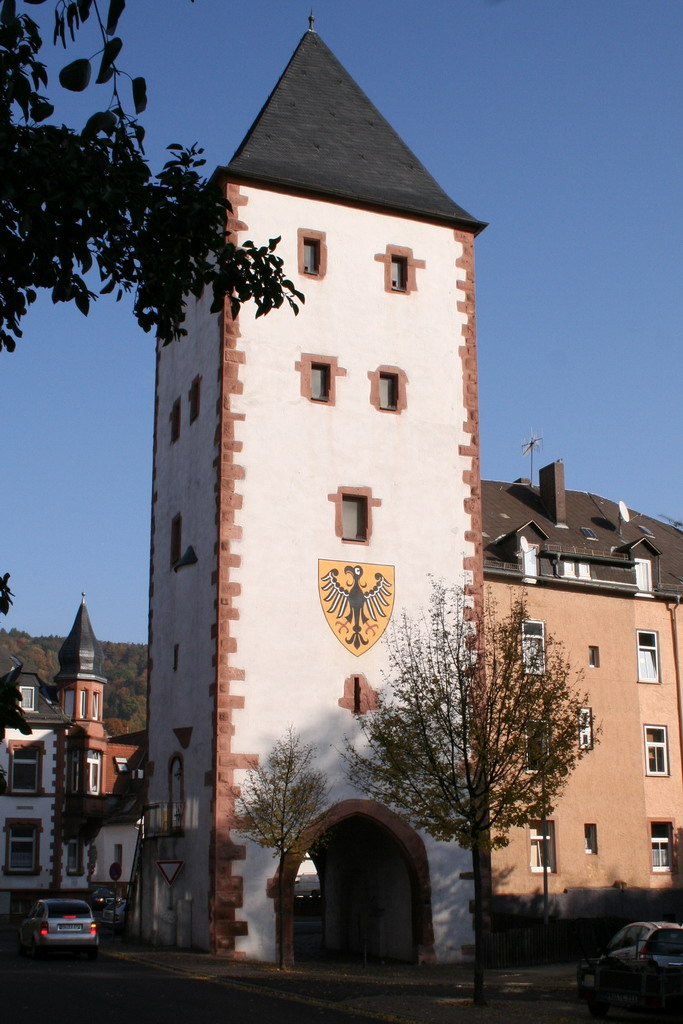
Schifftor in Gelnhausen

Für Schifffahrt auf der Kinzig im Mittelalter gibt es besonders aus Gelnhausen eindeutige Belege. Neben dem Namen des Schiffertors gab es auch eine Schiffleute-Zunft und eine Schiffordnung. Die Schiffleute-Zunft existierte noch im 16. Jahrhundert. Transport erfolgte jedoch nur talwärts, was das Geschäft auf Dauer unrentabel machte. Auch die Anlage von Mühlen und die Versandung des Flusses erschwerten die Schifffahrt und Flößerei. Der Konflikt zwischen Müllern und Flößern bestand bis ins 18. Jahrhundert.
Um die Burg zwischen den Kinzigarmen in Hanau entwickelte sich die Stadt Hanau, Residenz der Herren und Grafen von Hanau. Vor ihrer Mündung in den Main schließt die Kinzig in einem Bogen nach Nordwesten die Stadt ein, was in der Neuzeit die Anlage von polygonalen Befestigungen der Alt- und Neustadt begünstigt hat. Nach der Niederlegung der Befestigungsanlagen 1806 wurden auch die meisten durch die Stadt verlaufenden Stadtgräben und Kinzigarme zugeschüttet. Erhalten geblieben ist von diesen allein ein Arm, der durch den Hanauer Schlossgarten fließt.
1601/02 gab es nochmals gemeinsame Bestrebungen des Isenburger Grafen Wolfgang Ernst zu Ysenburg und Büdingen und Philipp Ludwig II. von Hanau, die Kinzig durch Anlage von Wehren und Schleusen schiffbar zu machen. Der Ysenburger hoffte auf mögliche Abfuhr von Holz auf dem Wasserwege aus dem Büdinger Wald und auf Einnahmen durch einen Wasserzoll. Philipp Ludwig von Hanau war interessiert, die Verkehrsverbindungen seiner 1597 entstandenen Neustadt Hanau zu verbessern, wo er calvinistische Glaubensflüchtlinge aus den Spanischen Niederlanden und Frankreich angesiedelt hatte. Das Projekt scheiterte am Widerstand der Stadt Frankfurt und von Kurmainz, die bei Kaiser Rudolf II. intervenierten.
Am 30. und 31. Oktober 1813 fand unmittelbar nördlich der Kinzig die Schlacht bei Hanau statt. Ein Gedenkstein an der Kinzigbrücke westlich der Hanauer Vorstadt erinnert an die Verwundung des bayrischen Generals Carl Philipp von Wrede.

### Mühlen
Die Kinzig speiste früher viele Mühlen. Alle Betriebe davon sind heute stillgelegt, jedoch existieren noch einige Gebäude. In der nachfolgenden Liste bestanden die Mühlen nicht zur gleichen Zeit und sind flussabwärts aufgeführt. Die Mühlen in der Stadtbefestigung von Hanau lagen teilweise weit abseits der Kinzig, jedoch wurden die Kanäle von ihr gespeist. 
| Bild | Name Alternativname                         | Beschreibung | Ortsteil    | Koordinaten |
| ---- | ------------------------------------------- | --- | ----------- | ----------- |
|      | Klingenmühle                                | an der Kinzig gelegen, 1356 als Hanclingen molendinum genannt.                                                      | Sterbfritz  | ⊙           |
|      | Eckenmühle Obermühle                        | im südlichen Ortsbereich                                                                                            | Sannerz     | ⊙           |
|      | Untermühle Schloßmühle                      | heutige Lärchenstraße                                                                                               | Sannerz     | ⊙           |
|      | Schlagmühle                                 | | Vollmerz    | ⊙           |
|      | Steinmühle                                  | an einem von der Kinzig abgeleiteten Betriebsgraben gelegen                                                         | Vollmerz    | ⊙           |
|      | Gerlingsmühle                               | an einem von der Kinzig abgeleiteten Betriebsgraben gelegen                                                         | Vollmerz    | ⊙           |
|      | Zimpetersmühle                              | | Herolz      | ⊙           |
|      | Dorfmühle Herolz                            | inmitten der Ortslage                                                                                               | Herolz      | ⊙           |
|      | Alte Mühle Ried Mühle                       | Der heutige Straßenname ist "Frohnwiesen" (siehe "Kurfürstentum Hessen-Kassel", Karte im Maßstab 1:25.000 von 1859) | Herolz      | ⊙           |
|      | Hutzelmühle Fuldische Mühle Walk-Mühle      | vor dem Krämertor, 1353 erwähnt                                                                                     | Schlüchtern | ⊙           |
|      | Hildebrandmühle Mühle im Sach Christenmühle | | Schlüchtern | ⊙           |
|      | Klostermühle                                | im Hofbereich des früheren Klosters                                                                                 | Schlüchtern | ⊙           |
|      | Klöbersmühle Hofmühle                       | am Untertor, 1285 erwähnt                                                                                           | Schlüchtern | ⊙           |
|      | Richtscheidermühle Riedscheider Mühle       | am südlichen Ortsausgang, 1331 erwähnt, auf Landkarte von 1859 noch eingezeichnet                                   | Schlüchtern | ⊙           |
|      | Städter Mühle                               | an einem von der Kinzig abgeleiteten Betriebsgraben gelegen                                                         | Niederzell  | ⊙           |
|      | Rosenmühle                                  | an einem von der Kinzig abgeleiteten Betriebsgraben, Mühlenbetrieb 1948 eingestellt                                 | Niederzell  | ⊙           |
|      | Papiermühle                                 | | Steinau     | ⊙           |
|      | Hopfenmühle                                 | | Steinau     | ⊙           |
|      | Walkmühle                                   | | Steinau     | ⊙           |
|      | Herrenmühle                                 | Sägemühle | Steinau     | ⊙           |
|      | Neumühle Neue Mühle                         | Mahl- und Sägemühle                                                                                                 | Steinau     | ⊙           |
|      | Schloßmühle                                 | im Bereich des Kinzig-Mühlgrabens                                                                                   | Bad Soden   | ⊙           |
|      | Mühle Kinzighausen                          | An einem von der Kinzig abgeleiteten Betriebsgraben. 1481 erstmals belegt                                           | Neudorf     | ⊙           |
|      | Neumühle Himmelauer Mühle                   | an einem von der Kinzig abgeleiteten Betriebsgraben oberhalb der Papiermühle                                        | Gelnhausen  | ⊙           |
|      | Papiermühle                                 | an einem von der Kinzig abgeleiteten Betriebsgraben, unterhalb der ehemaligen Neumühle                              | Gelnhausen  | ⊙           |
|      | Burgmühle                                   | an einem Seitenarm der Kinzig                                                                                       | Gelnhausen  | ⊙           |
|      | Kinzigmühle                                 | an einem von der Kinzig abgeleiteten Mühlgraben                                                                     | Lieblos     | ⊙           |
|      | Rückinger Mühle                             | an der Kinzig, ehemals bis 1960 Getreidemühle, heute zur Stromerzeugung genutzt.                                    | Rückingen   | ⊙           |
|      | Sandelmühle                                 | in der Nähe der Kinzig, an einem eigenen Mühlengraben                                                               | Hanau       | ⊙           |
|      | Gewürzmühle Schneidmühle                    | an der Kinzig, 1652 errichtet                                                                                       | Hanau       | ⊙           |
|      | Herrenmühle                                 | Getreidemühle, 1402 erstmals erwähnt                                                                                | Hanau       | ⊙           |
|      | Walkmühle                                   | an einem Kanal, der von der Kinzig gespeist wurde                                                                   | Hanau       | ⊙           |
|      | Pulvermühle                                 | an einem Kanal, der von der Kinzig gespeist wurde                                                                   | Hanau       | ⊙           |
|      | Papiermühle                                 | an einem Kanal, der von der Kinzig gespeist wurde, später Papierfabrik                                              | Hanau       | ⊙           |
|      | Walkmühlen                                  | an einem Kanal, der von der Kinzig gespeist wurde                                                                   | Hanau       | ⊙           |
|      | Tormühle                                    | | Hanau       | ⊙           |
|      | Antonitermühle                              | | Hanau       | ⊙           |

## Verkehr
Das Kinzigtal zwischen den Bergen von Vogelsberg und Spessart war seit dem Mittelalter eine wichtige Verkehrsverbindung sowohl für den Ost-West- als auch den Nord-Süd-Verkehr, wie schon der Beiname von Steinau an der Straße bezeugt. Hier verlief ein Teilstück der Via Regia oder Hohen Straße von Mainz über Frankfurt am Main nach Leipzig und Breslau. Heute folgt die Bundesautobahn 66 der Kinzigtalachse hinauf bis Fulda, sie hat die frühere Bundesstraße 40 ersetzt. Die von Nord nach Süd laufende Bundesstraße 276 quert dort das Tal, weitestgehend parallel zu ihr führt der Vogelsberger Südbahnradweg von Hartmannshain nach Wächtersbach. Außerdem führt der der Kinzigtalradweg als 67 km langer Teil des hessischen Radfernweg R3 (auch Rhein-Main-Kinzig-Radweg genannt) von der Quelle bis zur Mündung der Kinzig in den Main. Für den Bahnverkehr von Frankfurt nach Fulda gibt es die Kinzigtalbahn (Hessen).

## Zitat
„Der 82 km lange Fluß gehört ganz dem preußischen Regierungsbezirk Cassel an und bildet die Scheide zwischen Spessart im Süden und Vogelsberg im Norden.“